# Skrzyszew
Skrzyszew – wieś w Polsce położona w województwie lubelskim, w powiecie radzyńskim, w gminie Ulan-Majorat. Leży rzeką Stanówką.
Wieś jest sołectwem w gminie Ulan-Majorat. Według Narodowego Spisu Powszechnego z roku 2011 wieś liczyła 178 mieszkańców.
Wierni Kościoła rzymskokatolickiego należą do parafii św. Małgorzaty w Ulanie-Majoracie.

## Historia
Pierwsza wzmianka o Skrzyszewie znajduje się w Liber retaxationum z 1529 r. Mowa jest tam o dziesięcinie płaconej z ról folwarcznych w tej wsi w wysokości 3 grzywien, którą pobierał proboszcz w Ulanie.
W rejestrze poborowym z 1531 r. mowa jest o Stanisławie z siostrzeńcami i bratankami, którzy płacili podatek od 3/4 łana w Skrzyszewie w wysokości 4 groszy 9 denarów. Powierzchnia gruntów urosła w 1552 r. do 1 łana. Z kolei rejestr z 1580 r. podaje takie oto informacje: „Skrzisow, p. Paweł Klembowsky z inszymi od 4 włók które sami orzą fl. 2, od zagrody bez roli gr. 4. Summa fl. 2 gr. 4”. Czterdzieści lat później z tego samego areału Wacław Kłębowski płacił już 8 fl.
Wieś szlachecka położona była w drugiej połowie XVI wieku w ziemi łukowskiej województwa lubelskiego. 
W 1786 r. opracowana została najstarsza mapa, na której zaznaczony został Skrzyszew, autorstwa Karola de Perthéesa, nadwornego geografa króla Stanisława Augusta Poniatowskiego. Okres ten przynosi również „Spis ludności diecezji krakowskiej z r. 1787”. Podaje on, iż w Skrzyszewie mieszkały wówczas 93 osoby, w tym 81 katolików oraz 12 żydów.
W 1812 r. Skrzyszew został samodzielną gminą. Status taki posiadał, z małą przerwą w poł. XIX w., do 1927 r.
W początkowych latach Królestwa Polskiego Skrzyszew był, w porównaniu do sąsiednich miejscowości, wioską średniej wielkości. W 1827 r. znajdowało się tam 20 domów, zamieszkanych przez 93 osoby.
Pierwsza połowa XIX w. to czas formowania się folwarku w Skrzyszewie. Znajdował się on w rękach Skrzyszowskich, później Chrościechowskich, a następnie należał do Antoniego Łubkowskiego, który skupił w jednym ręku rozdrobnione grunty i z dwóch części wsi, A i B, utworzył jeden majątek. Za jego czasów uwłaszczeni zostali skrzyszewscy włościanie, co nastąpiło w 1868 r. Otrzymali oni łącznie przeszło ok. 90 mórg (czyli ok. 50 ha) ziemi, wycenionej przez władze carskie na 1103 rs.
Kłopoty finansowe Antoniego Łubkowskiego sprawiły, iż w 1875 r. Towarzystwo Kredytowe Ziemskie wystawiło dobra Skrzyszew na publiczną licytację ze względu na niespłaconą pożyczkę. Do sprzedaży majątku jednak nie doszło. Sytuacja powtórzyła się w 1878 r. W 1879 r. dobra skrzyszewskie kupił Franciszek Zawadzki wraz z żoną Salomeą. Po nim folwark skrzyszewski przejął jego syn Zdzisław. Zmarł on w 1896 r. na gruźlicę, a jego żona Zofia wyszła za jego brata Aleksandra. Zmarła w 1904 r., zaś Aleksander Zawadzki ożenił się powtórnie. Z drugiego małżeństwa przyszedł na świat Wincenty Zawadzki (został zamordowany przez Niemców w 1944 r.) oraz Wanda Zawadzka, która wyszła za Hieronima Lipińskiewgo. Małżeństwo to wyzbyło się resztek malejącego z biegiem czasu majątku i w ten sposób tuż po zakończeniu II wojny światowej dobra skrzyszewskie przestały istnieć.
Wracając do połowy XIX w., warte jest odnotowania, iż kilku mieszkańców Skrzyszewa brało udział w Powstaniu Styczniowym, a dwaj zostali za to surowo ukarani więzieniem i zesłaniem. Byli to Władysław Maj i Józef Żabiański. 
W 1889 r. wieś i folwark Skrzyszew zamieszkiwało 165 osób. W miejscowości tej było 20 domów, jej powierzchnia zaś wynosiła 614 mórg. Sam folwark obejmował 315 mórg, z czego grunty orne i ogrody stanowiły 243 morgi, łąki 66 mórg, zaś nieużytki 6 mórg. Zabudowania folwarczne składały się z 11 drewnianych budynków. We wsi natomiast znajdowało się 19 zagród, których właściciele obrabiali 89 mórg ziemi. 
12 sierpnia 1915 r., gdy przez Skrzyszew przechodził front, do wsi zawitał August Krasicki, oficer Komendy Legionów Polskich, który zapisał w swym dzienniku:

„Około 4-ej (...) dojeżdżamy do Skrzyszewa, tu spotykamy Komendę LX Brygady. (...) Wokoło płoną wsie, a widzimy także na polu miejsca spalonych półkopków. Kwaterujemy się we dworze, właściciel p. Zawadzki. Dworek stary drewniany, całe prawie urządzenie mieli zakopane w ziemi, które teraz odkopują. W salonie portrety wcale dobre, dziadka gospodarza, generała wojsk polskich z 31 roku z Virtuti Militari i krzyżem Legii i żony, drugi pradziada w mundurze z czasów Stanisława Augusta. W okolicy tutejszej dolinami są łożyska torfowe, które eksploatują na opał, po wsiach widać stosy pod chałupami. Ze zbóż, prócz prosa, sieją tu dużo lnu”.

Według spisu powszechnego z 1921 r. w Skrzyszewie było 18 domów mieszkalnych. Wieś liczyła 120 mieszkańców, z czego 114 było katolikami, 1 grekokatolikiem, zaś 5 wyznania mojżeszowego.
W 1970 r. przeprowadzony został spis powszechny, dzięki któremu wiadomo, iż w Skrzyszewie mieszkało wówczas 191 osób (95 mężczyzn i 96 kobiet). We wsi było 48 budynków. Łączna powierzchnia gospodarstw wynosiła 338 ha, z czego użytki rolne stanowiły 304 ha.
W II poł. XX w. Skrzyszew zaczął zmieniać swe oblicze – wieś zelektryfikowano, wyposażono w nowoczesną infrastrukturę (drogi, wodociąg, telefony, oświetlenie uliczne). Wybudowana została mleczarnia i sala taneczno-widowiskowa. W 1993 r. mieszkańcy wznieśli własnymi siłami kaplicę pw. Przemienienia Pańskiego.
W latach 1975–1998 Skrzyszew administracyjnie należał do województwa bialskopodlaskiego. W 2002 r. liczył 200 mieszkańców.